# Alice Pataxó
Alice Maciel de Souza, coneguda popularment com a Alice Pataxó   (Prado, 7 de juny de 2001), és una activista i comunicadora brasilera, que pertany al poble pataxó.

## Biografia
Va néixer en un poblat de l'ètnia pataxó, al terme municipal de Prado, sud de Bahia. El seu nom indígena, en llengua patxôhã, és Nuhé.
Cursa la doble llicenciatura d'Humanitats i Dret a la Universitat Federal del Sud de Bahia. Tot i la seva curta edat, ha esdevingut una important veu en l'activisme pels drets dels pobles indígenes del Brasil i publica columnes d'opinió en diversos mitjans especialitzats. També desenvolupa la seva activitat a través de les xarxes socials, on també ha fet campanya parlant sobre la conservació de l'Amazònia, racisme o diversitat sexual –un assumpte que, segons manifesta, segueix sent un tabú entre la població ameríndia.
Ha estat la primera indígena a esdevenir ambaixadora brasilera de la WWF. El novembre de 2021 va guanyar repercussió internacional en participar en la COP26 de Glasgow, com a portaveu en defensa del medi ambient i dels drets indígenes.

## Premis
El desembre de 2022 es va publicar la llista 100 Women que anualment emet la BBC. Tres brasileres van ser incloses: Erika Hilton, Simone Tebet i Alice Pataxó. La nominació de Pataxó va ser proposada per la premi Nobel Malala Yousafzai.